# Tana-tó
A Tana-tó (Tsana, Dembiya) Etiópia legnagyobb tava, az ország északnyugati részén található. A tó a Kék-Nílus forrása. Ennek eredeténél fekszik Etiópia negyedik legnagyobb városa, Bahir Dar, melyet a tó szigeteivel kompjáratok kötnek össze.

## Felszíne

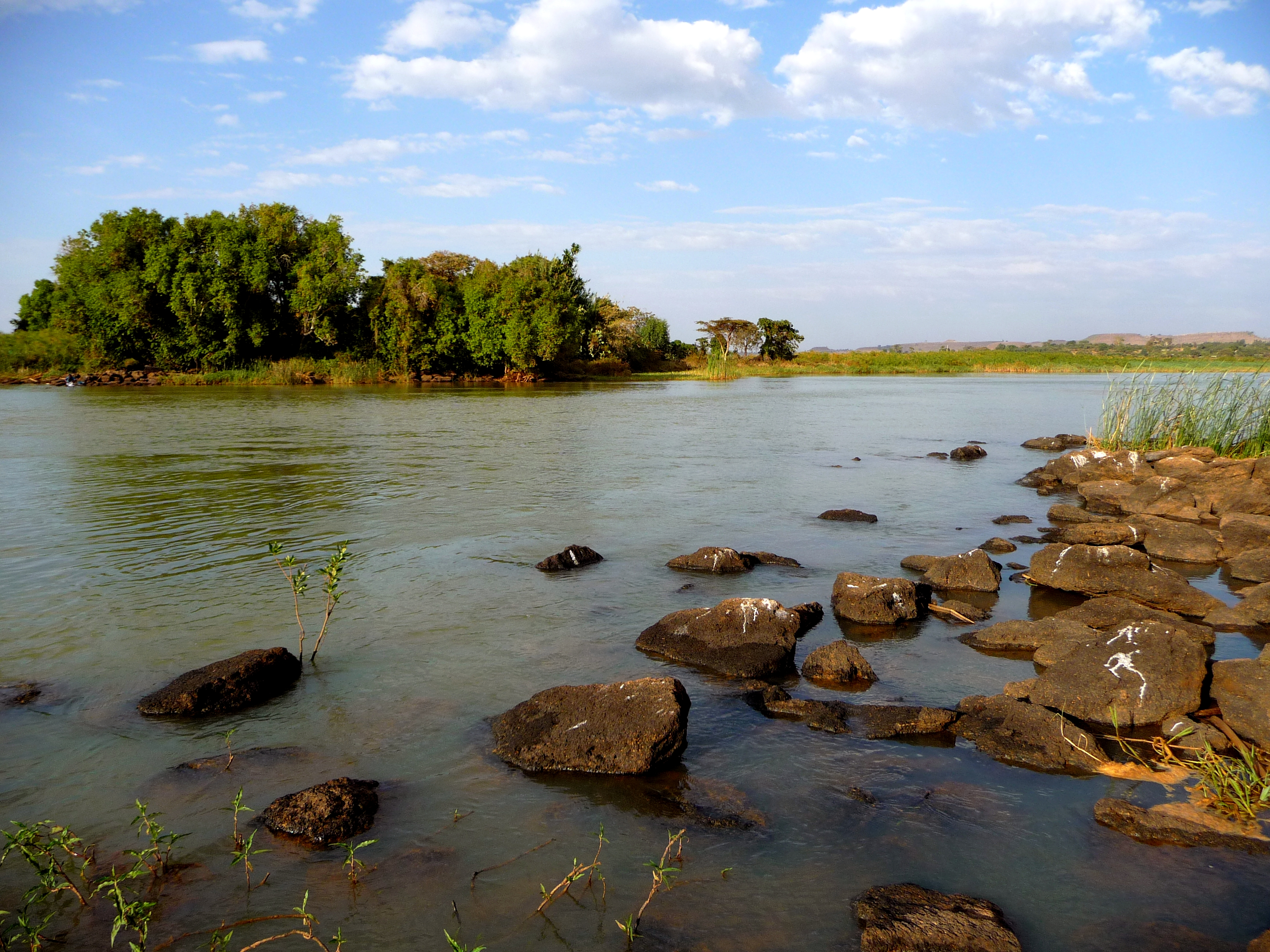
A Kék-Nílus eredete a Tana-tóból

A tó területe a beleömlő folyók vízszint-ingadozásainak megfelelően 3000 és 3600 km² között változik. A vízszint ezzel összefüggésben 1,5-2 métert változik, ám ezt a Kék-Nílus kifolyásánál épült duzzasztó szabályozza. A vízszint összességében az elmúlt 400 évben közel két méterrel csökkent.

## Szigetek
A tó szigeteinek száma a vízállástól függ. Manoel de Almeida (1580–1646) portugál misszionárius 21 szigetet, ezeken 7-8 kolostort látott, James Bruce (1730–1794) skót utazó viszont arról számolt be, hogy a helyeik 45 lakott szigetet tartanak számon, de ő csak 11-et számolt össze.
Jelenleg 37 sziget van a tóban, melyek közül 19-en épültek kolostorok.
A szigeteken már a legkorábbi császárok és az egyház is előszeretettel rejtette el kincseit. A leghíresebb a Tana Quirqos sziget, amely az etióp vallási hagyományban mint a Frigyláda őrzésének helye (Kr. e. 400-Kr. u. 400 között) szerepel. Az etiópok szerint itt pihent meg az Egyiptomból visszatérő Szűz Mária és itt van eltemetve Frumentius, Etiópia megtérítője is.
Egy másik sziget, Daga az etióp császárok kedvelt temetkezőhelye volt. A Szent István templomban van eltemetve a Salamon-dinasztia megalapítója Jekuno Amlak (1270–1285). A szigeten nyugszik még I. Dávid, Zara Jakob, Za Dengel és Faszilidész (Bazilidész).

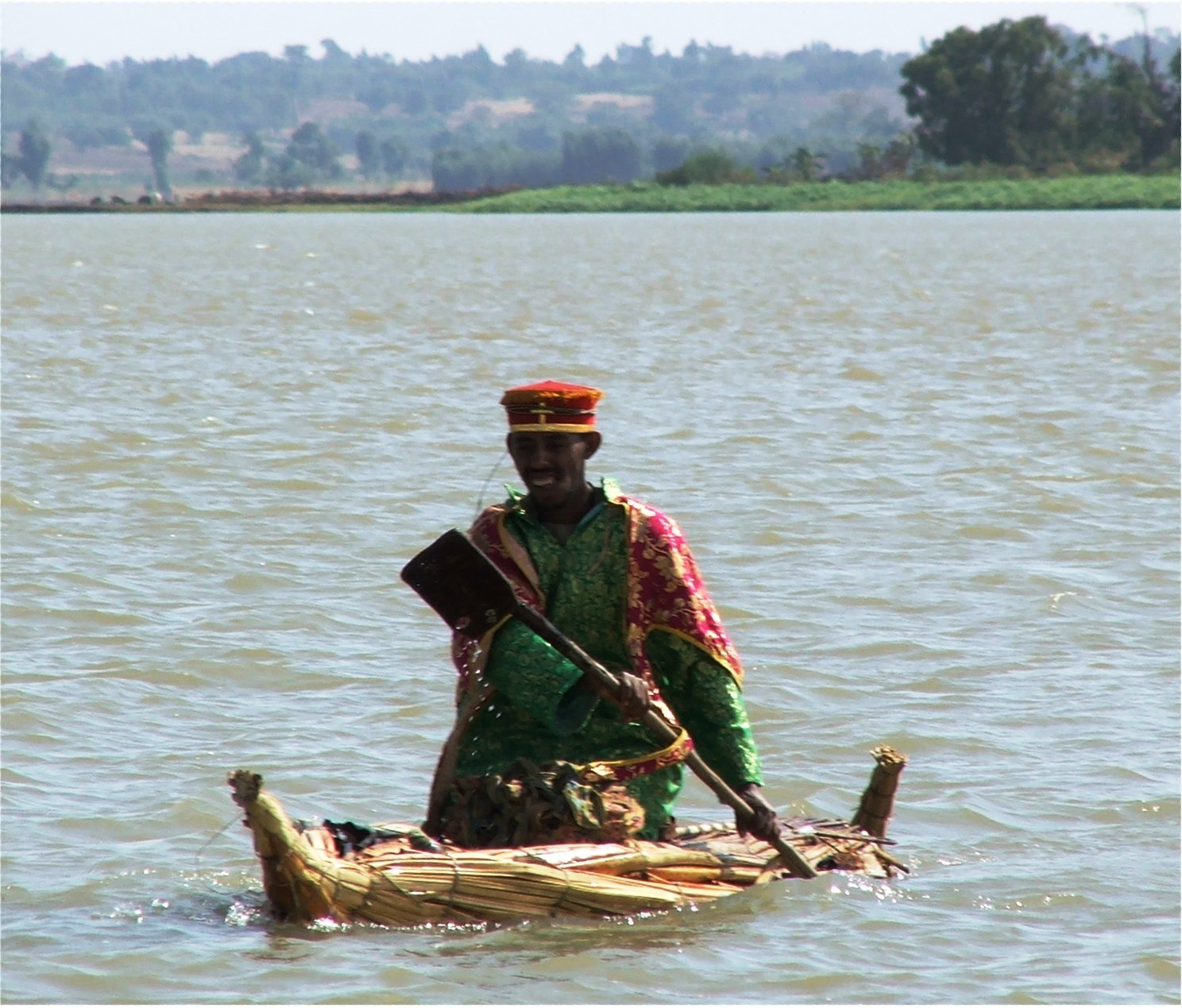
Az Etióp Ortodox Egyház papja papiruszcsónakon közelíti meg az egyik kolostort

A kolostorok közül a leghíresebbek a 14. századi Debre Maryam, a 18. századi Narga Selassie, a Tana Quirqos, és a Ura Kidane Mecet.

## Története

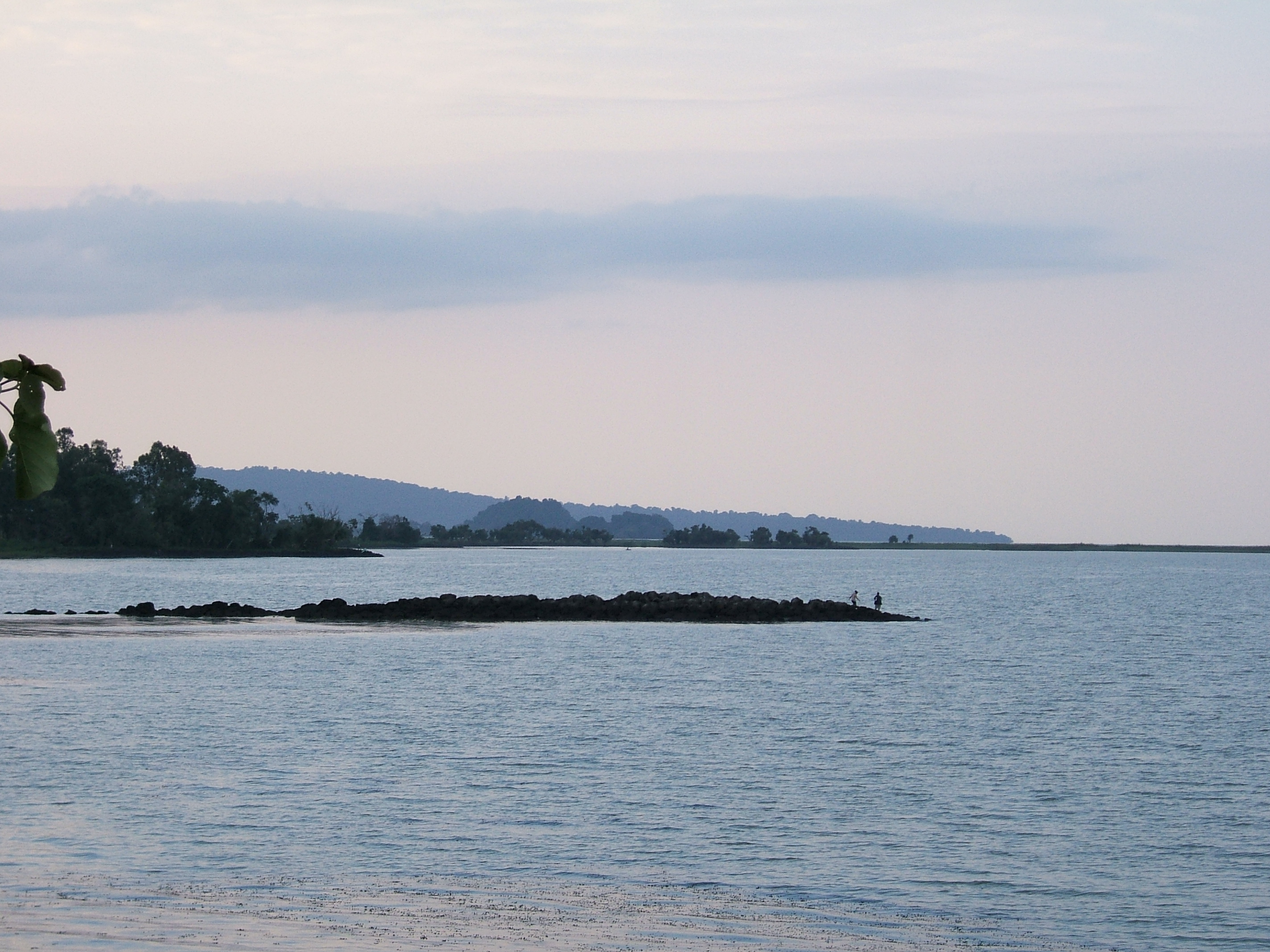
Tana-tó

A tó mellett 1543. február 21-én a térségre nézve fontos tanai csata ment végbe, amikor a portugálok az etiópokkal megállították a törökök és a szomáliai Adal terjeszkedését.

## Halászat
A Tana-tó Etiópia harmadik legfontosabb halászterülete. A tóból évente 1454 tonna (2001) halat fognak ki amely főleg Bahir Dar kikötőjébe kerül. Ez a tó becsült halászati potenciáljának mintegy 15%-a.

## Fordítás
- Ez a szócikk részben vagy egészben  a   Lake Tana című angol Wikipédia-szócikk fordításán alapul.  Az eredeti cikk szerkesztőit annak laptörténete sorolja fel. Ez a jelzés csupán a megfogalmazás eredetét és a szerzői jogokat jelzi, nem szolgál a cikkben szereplő információk forrásmegjelöléseként.